# Холт, Фрэнк
Фрэнк Ли Холт (англ. Frank Lee Holt) — американский археолог и писатель, специализирующийся на Центральной Азии. Холт является адъюнкт-профессором истории Хьюстонского университета и признан одним из ведущих авторитетов в изучении Александра Македонского, эллинистической Азии и нумизматики. Учёная степень по истории получена Холтом в Виргинском университете. Фрэнк Ли Холт — автор девяти книг и порядка восьмидесяти научных статей, затрагивающих в первую очередь период Александра Македонского и эллинизацию Афганистана.

## Книги
- Alexander the Great and Bactria: The Formation of a Greek Frontier in Central Asia (опубликована в 1989 году)
- Alexander the Great and the Mystery of the Elephant Medallions' (опубликована в 2003 году)
- Thundering Zeus (опубликована в 2005 году)
- Into the Land of Bones (опубликована в 2006 году)
- The Alexander Medallion: Exploring the Origins of a Unique Artefact (опубликована в 2011 году)
- Lost World of the Golden King: In Search of Ancient Afghanistan (опубликована в 2012 году)
- The Treasures of Alexander the Great: How One Man’s Wealth Shaped the World (опубликована в 2016 году)
- When Money Talks: A History of Coins and Numismatics (опубликована в 2021 году).